# 閻仲宇
閻仲宇（1441年—1512年），字參甫，号恒斋，陝西鳳翔府隴州（今陝西隴縣）人，明朝政治人物。成化乙未進士，弘治間官至兵部尚書。

## 生平
早年出身州學生，进陝西鄉試第三名舉人。成化十一年（1475年）乙未科進士。授直隸鹽山縣知縣，成化十五年（1479年）擢監察御史。升山東副使。弘治初年，以按察副使備兵臨明。歷官太子太保、兵部尚書。

## 家族
曾祖閻才順。祖父閻秀。父閻璿，曾任教諭 贈吏部主事。
有兄閻仲實，官至河南參政。子閻倬，官至戶部主事。